# 二階堂衛守
二階堂 衛守（にかいどう えもり、天保7年（1846年） - 慶応4年7月29日（1868年9月15日））は、幕末の二本松藩士。諱は信近。兄に「丹羽の鬼鳴海」と称された大谷鳴海「五番組銃士隊隊長」がいる。広間番、十人扶持（六人扶持とも）、二本松少年隊副隊長（幼年兵世話役／幼年兵指図役とも）。

## 経歴
遠祖は鎌倉・室町幕府の政所執事をつとめた二階堂氏・二階堂行通の子・藤原行信（大谷志摩守）子孫・大谷元秀。代々二本松藩家老として藩政を司った大谷彦十郎家(家禄1400石)の出身。家老の大谷信義の次男として生まれ、普通、次男以下は他家へ養子に迎えられない限り、一生部屋住みとして終わることが多いが、衛守は藩主の信任厚く、特別に鎌倉時代の姓・二階堂を名乗ることを許された。
安政6年（1859年）13歳の時、主君のお供として岡山篤次郎の父、岡山持と共に江戸へ出府している。約半年間江戸で過ごした。
戊辰戦争勃発時には既婚しており、妻は上崎氏の娘アサで、身分を超えた恋愛結婚であった。アサは麗人の誉れ高く、この時懐妊中だった。
戊辰戦争時、衛守は須賀川方面で戦っていたが、新政府軍の二本松攻撃を知り、急遽二本松に帰藩。慶応4年7月29日（1868年9月15日）、二本松少年隊の副隊長として隊長の木村銃太郎と共に大壇口に出陣。その戦いで負傷し、城へ戻る事が出来ないと言う銃太郎の介錯を務めた。急ぎその場に銃太郎の屍を埋め、銃太郎の首級を持って退却した。
衛守率いる残った隊士達は、大隣寺付近まで来たところで新政府軍と遭遇し、全身に銃撃を受け戦死した。享年22。
墓所は福島県二本松市の大隣寺に存在する。

## 人物
誠実、温厚で、事に当たっては勇猛果敢であったと言われている。身長は低いほうで、五尺一から二寸と言われている。

## 死後
衛守が二本松の戦いに出陣している際、妻のアサは懐妊中で、戦後、無事男の子を出産している。生まれた男の子は、父の名を継いで「衛守」と名付けられた。

## 登場する作品
- 八重の桜(2013年・NHK大河ドラマ)－演：金児憲史